# Трохокарпа Кларка
Трохока́рпа Кла́рка (лат. Trochocarpa clarkei) — вид цветковых растений рода Трохокарпа (Trochocarpa) семейства Вересковые (Ericaceae).

## Распространение и местообитание
Эндемик Виктории в Австралии. Произрастает в альпийской и субальпийской зонах южных плоскогорий, часто вместе с эвкалиптом малоцветковым (Eucalyptus pauciflora).

## Ботаническое описание
Кустарник до 30 см высотой. Цветки тёмно-бордовые, с зеленоватыми основаниями. Плоды, появляющиеся осенью, около 8 мм в диаметре. Они поедаются птицами и мелкими млекопитающими. 